# 吉田神道

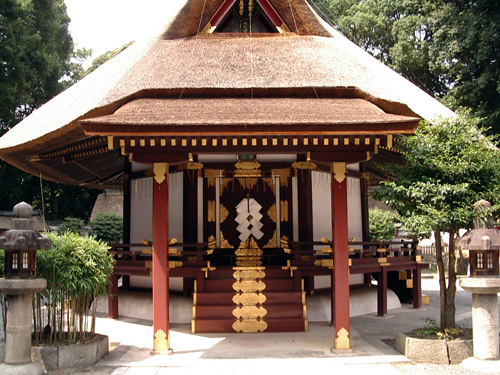
吉田神社　斎場所大元宮（京都市左京区）

吉田神道（よしだしんとう）とは、室町時代京都吉田神社の神職吉田兼倶によって大成された神道の一流派。唯一神道、卜部神道、元本宗源神道、唯一宗源神道とも。

## 概要
吉田神道は、室町時代、京都の神道家・吉田兼倶に始まる吉田家が唱えた神道の一流派であるが、実際は吉田兼倶がほとんど一人で集成したと見られている。元本宗源神道、唯一宗源神道などを自称している。本地垂迹説である両部神道や山王神道に対し、反本地垂迹説（神本仏迹説）を唱え、本地で唯一なるものを神として森羅万象を体系づけ、汎神教的世界観を構築したとされる。
『唯一神道名法要集』によれば、神道は本迹縁起神道、または社例伝記神道、両部習合神道、元本宗源神道の三種に分けられ、このうち第三の元本宗源神道は吉田家の祖先神であるアメノコヤネノミコトによって伝えられた正統的神道であるとする。同書によれば元本宗源神道とは「元とは陰陽不測の元元を明す。本とは一念未生の本本を明す。（中略）宗とは一気未分の元神を明す。源とは和光同塵の神化を明す。」ものであり、即ち「吾国開闢以来唯一神道是也」とする。
吉田神道は、中世神道思想を集大成し、様々な宗教の諸言説を越境的に統合しつつ、仏教から独立した独自の教義・経典・祭祀を持つはじめての神道説となり、神道史における大きな画期となった。

## 思想と儀礼
吉田神道は、仏教・道教・儒教の思想を取り入れた、総合的な神道説とされる。吉田神道は、仏教を「花実」、儒教を「枝葉」、神道を「根」と位置づけた。
吉田神道は、顕隠二教を以って一体となすのが特徴で、顕露教の教説を語るものとしては『古事記』『日本書紀』『先代旧事記』（三部本書）、隠幽教の教説は『天元神変神妙経』『地元神通神妙経』『人元神力神妙経』（三部神経）に基づくとする。
三部神経の教説では、神道には本質である「体」、現れ出た姿である「相」、はたらきである「用」の三側面があると主張し、「体」は「天元」「地元」「人元」の三つを有しているとした。そして「相」には「天五行」「地五行」「人五行」があり、天五行は五行相克を司り五星などを化し、地五行は五行相生を司り五竜王などを化し、人五行は五大を司り五臓などに化すと主張した。さらに、「用」には天妙・地妙・人妙の三妙があり、三つの「妙」がそれぞれ神変・神通・神力の三つの力を具しており、この九つの作用が、日月や寒暑、自然などのあらゆる現象を司っているとし、これを総称して三才九部妙壇と呼称した。総じて言えば、森羅万象全てが神道の顕現なることを説くもので、天上・地上・人体のそれぞれの内部に神が存在し、神が宇宙全体に遍満するという一種の汎神論が、兼倶の構想した神道説であった。
また、儀礼においては、八角形の壇の中で火を焚いて祈祷を行う護摩行事を発案し、「十八神道行事」「宗源神道行事」と並ぶ三壇行事を形成した。
これらの思想や儀礼は、上述のとおり、仏教・道教・儒教のほか、陰陽道、密教の加持祈祷などを取り入れたものである。

## 歴史
室町時代、吉田神道と同様に反本地垂迹説の立場をとっていた伊勢神道（度会神道）が南朝と結びつくことで勢力を失っていたため、吉田神道が反本地垂迹説を受け継ぐこととなった。吉田神道によって、反本地垂迹説は完成に導かれ、より強固なものとなった。
兼倶は祓の秘宝伝授を行い『日本書紀』を後土御門天皇から比叡山の僧侶に至るまで講釈し、『神道大意』などが自身の家に伝えられたと捏造し、さらに伊勢信仰を吸収するために川の上流に塩をまき、「伊勢の神器が吉田山に降臨した」と偽ったので神宮側から激しい反発が起こった。
しかし活発な宣教運動により、日野富子らの寄付によって虚無太元尊神（そらなきおおもとみことかみ）を祭神とする神道の総本山を自称する斎場所太元宮を完成させ、朝廷や幕府に取り入って支持を取り付けつつ、従来の白川家をしのいで神職の任免権を得、権勢に乗じた兼倶はさらに神祇管領長上という称を用いて、「宗源宣旨」を以って地方の神社に神位を授け、また神職の位階を授ける権限を与えられて、吉田家をほぼ全国の神社・神職をその勢力下に収めた神道の家元的な立場に押し上げていった。
このように神道を日本の宗教の根本と言いながらも、それまでの儒教、仏教、道教、陰陽道などを習合における矛盾を巧妙に解釈・混用した、きわめて作為的な宗教であったが、一方でその融合性に富むところから近世に広く長期に渡って浸透し続けた。兼倶による他から独立した思想的な発展の可能性を指摘するものもある。戦国末期には神龍院梵舜が著名。
本来の神道は皇室が主家であり、長く白川家が実務担当の役にあったが、以後、大部分の権限を吉田家が持つこととなった。一時衰退した時期もあったが、江戸期には、徳川幕府が寛文5年（1665年）に制定した諸社禰宜神主法度で、神道本所として全国の神社・神職をその支配下に置いた。
やがて平田篤胤らによる復古神道、いわゆる平田神道が隆盛となり、明治の神仏分離により吉田神道と対立する本地垂迹説はほぼ完全に衰退するものの、明治政府により古代の官制に基づく神祇官が復古されて、かつての権勢は失われている。